# Fine China
Fine China è un brano musicale del cantante statunitense Chris Brown, estratto come primo singolo dall'album X, pubblicato il 29 marzo del 2013.

## Descrizione

### Composizione
Fine China è stata scritta da Chris Brown, Sevyn Streeter e Eric Bellinger ed è stata prodotta da Roccstar e PK. Il brano è di genere R&B e disco Nel brano la critica ha trovato una forte influenza di Michael Jackson, paragonandolo a diversi lavori del re del pop.

## Il video musicale
Il video musicale prodotto per il singolo è stato pubblicato il 1º aprile 2013 ed è stato diretto da Chris Brown e Sylvain White. Nel video, Chris Brown ha una relazione con una ragazza asiatica nonostante la disapprovazione del padre, leader di una triade.
Christina Lee, del sito web Idolator, e altri critici hanno paragonato la trama del video di Fine China a quella del musical West Side Story. Sono evidenti, inoltre, forti influenze dello stile di Michael Jackson. Rob Markman, di MTV, ha affermato che il video prende numerosi spunti da alcune scene di Smooth Criminal, The Way You Make Me Feel e Beat It; Gregory DelliCarpini Jr., della rivista Billboard, ha paragonato l'atmosfera vintage del video a quella di Say Say Say.
Nel videoclip, Chris Brown guida una Lamborghini Aventador color arancione.

## Classifiche
| Classifica (2013) | Posizione massima |
| ----------------- | ----------------- |
| Australia         | 26                |
| Belgio (Fiandre)  | 10                |
| Belgio (Vallonia) | 7                 |
| Canada            | 71                |
| Francia           | 43                |
| Irlanda           | 65                |
| Nuova Zelanda     | 21                |
| Paesi Bassi       | 56                |
| Regno Unito       | 23                |
| Stati Uniti       | 31                |
| Sudafrica         | 3                 |
| Ungheria          | 25                |